# Wien Neêrlands bloed
Wien Neêrlands bloed was het officiële volkslied van het Verenigd Koninkrijk der Nederlanden tussen 1817 en 1832 en later van het Koninkrijk der Nederlanden tussen 1832 en 1932. Het was gecomponeerd door Johann Wilhelm Wilms (1772-1847) op een gedicht van Hendrik Tollens (1780-1856).

## Geschiedenis
Bij het ontstaan van het koninkrijk in 1815 kwam er behoefte aan een volkslied. Het reeds bestaande Wilhelmus werd ongeschikt bevonden, omdat het in de 18e eeuw gediend had als partijlied van de Oranje-gezinden. Ook zouden Zuid-Nederlanders (Belgen) het Wilhelmus kunnen beschouwen als een lied dat van een calvinistische geest getuigt.
In een wedstrijd, in 1816 georganiseerd door admiraal in ruste Jan Hendrik van Kinsbergen, werd Tollens' inzending Wien Neêrlands bloed gekozen, die door Wilms op muziek werd gezet.
Het lied werd opgenomen in de populaire liedbundel Kun je nog zingen, zing dan mee.

## Ontvangst
Het lied is nooit goed aangeslagen. Het Wilhelmus werd tijdens de strubbelingen tussen het zuidelijke en noordelijke deel van de Nederlanden steeds populairder in het noorden, zodat het bij de inhuldiging van koningin Wilhelmina zelfs officieel werd gespeeld.
Wien Neêrlands bloed valt niet bij iedereen goed vanwege de zinsnede van vreemde smetten vrij. In het lied, nog geschreven als reactie op de Franse bezetting (1795-1813), wordt daarmee gedoeld op iedereen die zich als echte Nederlander gedraagt en niet met de Franse vijand heult. Het betaamt een goed burger in de Nederlanden dus niet Frankrijk te dienen.  In Nederlands-Indië vielen de woorden "van vreemde smetten vrij" slecht, omdat ook de meeste "Europeanen" daar beslist geen volbloed-Nederlanders waren. Dit werd opgevangen door een variant van de tekst, waarin de gewraakte woorden werden vervangen door "Wien 't hart klopt fier en vrij". Toch werd ook deze wijziging niet door iedereen gewaardeerd. De zinsnede roept in de huidige samenleving associaties op met racisme.
Het Programma van de Zangscholen der Vereeniging tot Verbetering van de Volkszang van 1891-1992 en de uitgave van Kun je nog zingen van 1911 geven: "Wien 't hart klopt fier en vrij" en de uitgaven van 1938 en 1972 geven: "Van vreemde smetten vrij". Voornamelijk op aandringen van koningin Wilhelmina is in 1932 het "Wien Neêrlands bloed" vervangen door het "Wilhelmus".

## Liedtekst
Wien Neêrlandsch bloed door d'aderen vloeit,

Van vreemde smetten vrij,

Wiens hart voor land en koning gloeit,

Verheff' den zang als wij:

Hij stell' met ons, vereend van zin, 

Met onbeklemde borst,

Het godgevallig feestlied in

Voor vaderland en vorst.
De Godheid, op haar hemeltroon,

Bezongen en vereerd,

Houdt gunstig ook naar onzen toon

Het heilig oor gekeerd:

Zij geeft het eerst, na 't zalig koor, 

Dat hooger snaren spant,

Het rond en hartig lied gehoor

Voor vorst en vaderland.
Stort uit dan, broeders, eens van zin, Dien hoogverhoorden kreet;

Hij telt bij God een deugd te min,

Die land en vorst vergeet;

Hij gloeit voor mensch en broeder niet in de onbewogen borst,

Die koel blijft bij gebed en lied

Voor vaderland en vorst.
Ons klopt het hart,

ons zwelt het bloed,

Bij 't rijzen van dien toon:

Geen ander klinkt ons vol gemoed,

Ons kloppend hart zoo schoon:

Hier smelt het eerst,

het dierst belang van allen staat en stand

tot één gevoel in d'eigen zang

voor vorst en vaderland.
Bescherm, o God! bewaak den grond, waarop onze adem gaat;

De plek, waar onze wieg op stond,

Waar eens ons graf op staat.

Wij smeeken van uw vaderhand,

Met diep geroerde borst,

Behoud voor 't lieve vaderland,

Voor vaderland en vorst.
Bescherm hem, God! bewaak zijn troon, Op duurzaam regt gebouwd;

Blink' altoos in ons oog zijn kroon

Nog meer door deugd dan goud!

Steun Gij den scepter, dien hij torscht, Bestier hem in zijn hand;

Beziel, o God! bewaar den vorst,

Den vorst en 't vaderland.
Van hier, van hier wat wenschen smeedtvoor een van beide alleen:

Voor ons gevoel, in lief en leed,

Zijn land en koning één.

Verhoor, o God! zijn aanroep niet,

Wie ooit hen scheiden dorst,

Maar hoor het één, het eigen lied

Voor vaderland en vorst.
Dring' luid, van uit ons feestgedruisch,

Die beê uw hemel in:Bewaar den vorst, bewaar zijn huis

en ons, zijn huisgezin.

Doe nog ons laatst,

ons jongst gezang dien eigen wensch gestand:

Bewaar, o God! den koning lang

En 't lieve vaderland.

## Variant liedtekst
(Neêrlands Volkslied, bewerkt door J.W. van Dalfsen [1853-1913])
1.
Wien Neêrlandsch bloed door d'ad'ren vloeit,

Wien 't hart klopt fier en vrij,

Wie voor zijn volk van liefde gloeit,

Verheff' den zang als wij!

Hij roem' met allen, welgezind,

Den onverbreekb'ren band,

Die Neêrland en Oranje bindt:

— Vorstin en Vaderland. (2×)
2.
Bescherm, o God! bewaak den grond,

Waarop onze adem gaat,

De plek waar onze wieg op stond,

Wellicht ons sterfuur slaat.

Wij smeken van Uw Vaderhand,

Met blijden kinderzin,

Behoud voor 't lieve Vaderland,

Voor land en Koningin! (2×)
3.
Dring' luid, van uit ons feestgedruisch

De beê Uw' hemel in:

„Blijv' met ons oud Oranjehuis

„Het volk steeds één gezin!”

Vorstin en Prins prijze onze zang,

En 't klinke aan allen kant:

„Bewaar het vorstlijk stamhuis lang

„En 't lieve Vaderland!” (2×)

## Trivia
De Britse componist Henry Charles Litolff, die enige tijd in Nederland had doorgebracht, verwerkte de melodie van Wien Neêrlands bloed in 1846 in de finale van zijn Concerto symphonique nr. 3 in Es voor piano en orkest, opus 45.
De Deense componist Joachim Andersen componeerde een fantasie (opus 35) over Wien Neêrlands bloed.
Heinrich Wilhelm Ernst schreef Variations de bravoure sur l'air national hollandais (opus 18).
In de jaren 50 van de 20e eeuw werd in Rotterdam de volgende variant door tieners gezongen:
"Wie Neerlands bloed in een potje doet

en zet het op het vuur

die zorgt dat het niet overkookt

want Neerlands bloed is duur."
In katholieke studentenverenigingen die een geestelijke (een moderator) hadden om de mores in de gaten te houden, werd (midden 20e eeuw) bij de binnenkomst van deze moderator een lied gezongen op de wijs van het "Wien Neêrlandsch bloed":
Wees welkom zeereerwaarde heer,

wees welkom in ons midden!

Wees welkom voor de eerste keer,

wees welkom duizendmaal!

Wees welkom in Uw waardigheid

van onze mood'rateur!

Waartoe Gij uitverkoren zijt

door kerkvorst Monseigneur, door kerkvorst Monseigneur!
Naar aanleiding van de installatie van het kabinet-Rutte I in oktober 2010 schreef Ramsey Nasr als Dichter des Vaderlands het gedicht Mijn nieuwe vaderland. Wien Neêrlands bloed vormde hierbij het uitgangspunt.